# Cousin Stizz
Cousin Stizz (cuyo nombre de pila es Stephen Goss) es un cantante y compositor americano, de música Hip Hop. Nació el 15 de marzo de 1992, en el barrio de Dorchester en Boston, Massachusetts. Un amigo de la niñez le dio el apodo de "Cousin (primo) Stizz" cuándo solo tenía 12 años, del que hizo su nombre artístico hasta la actualidad.. Tras perder a uno de sus amigos más cercanos en un tiroteo se convirtió en un adolescente conflictivo y tuvo sus primeros encontronazos con la ley. Sus padres le dieron a elegir entre la escuela militar o un instituto en los suburbios; el Reading Memorial High School, (Reading, Massachusetts), en el que finalmente cursó sus estudios.
A partir de la adolescencia, comenzó a hacer freestyle con unos amigos en una serie de cyphers locales (improvisaciones en directo de varios cantantes sobre una misma música) de los que ese mismo año nacerían los primeros temas del grupo Pilot Nation. En 2003 su carrera iba a ser impulsada hacia un formato más profesional con el éxito repentino de su comapañero y coetáneo en Boston, Michael Christmas. En 2014, después de varios meses de grabación, Stizz liberado su primer sencillo oficial como artista en solitario, "Shoutout."
ySu disco debut como artista en solitario Suffolk Country, publicado el 1 de junio de 2015, recibió más de 12 millones escucha en la plataforma digital Soundcloud. Su impacto y su influencia se vieron disparadas al compartirse en internet un vídeo del multimillonario Drake poniendo "Shoutout" en su fiesta de cumpleaños. Su siguieb+nte mixtape, MONDA, publicada el verano de 2016, empezó a mostrar marcas de identidad del sonido sureño e incluso a atreverse con el uso del autotune, hasta entonces poco habitual en él.
Fue elegido entre los 20 artistas más prometedores por la revista Complex y como uno de los Mejores álbumes locales de 2016 por la revista independiente DigBoston.
A finales de 2016 firma un contrato con la discográfica RCA Records, donde ya ha producido su tercer álbum One Night Only, estrenado el 12 de julio de 2017. Como su primer trabajjo estrictamente profesional, incluye sus primeras coleboraciones de renombre, con artistas como Offset (de Migos), G-Eazy,Big Leano, y Buddy. También ha podido contar con grandes nombres a nivel de producción como Tee-WaTT, Tedd Boyd, Vinylz, FrancisGotHeat, Choque David, WondaGurl, o Dave Sava6e. Solo tres semanas después de la presentación del álbum, el tema "Headlock" (con Offset) había sido reproducido más de cuatro millones de veces en Spotify y más de 8 millones en Youtube llegando incluso al No. 12 de la Billborad's Next Big Sound.

## Discografía

### Álbumes de estudio
- One Night Only (2017) - RCA Records

### Mixtapes
| Título          | Detalles                                                                                   |
| --------------- | ------------------------------------------------------------------------------------------ |
| Suffolk Condado | - Liberado: 1 de junio de 2015 - Etiqueta:Música independiente - Formato: descarga digital |
| Monda           | - Liberado: Jul 14, 2016 - Etiqueta: RCA - Formato: descarga digital                       |